# Néa Chráni
Néa Chráni, en grec moderne : Νέα Χράνη, est un village du dème de Kateríni, de Macédoine-Centrale en Grèce.
Selon le recensement de 2011, la population du village s'élève à 467 habitants.